# Bleeker (dier)
De Bleeker (Paraplagusia bilineata) is een straalvinnige vis uit de familie van hondstongen (Cynoglossidae), orde van platvissen (Pleuronectiformes). De vis kan een lengte bereiken van 30 centimeter.

## Leefomgeving
Paraplagusia bilineata komt in zeewater en brak water voor. De soort komt voor in tropische wateren in de Indische Oceaan en het westen van de Grote op een diepte van 0 tot 25 meter.

## Visserij
Paraplagusia bilineata is voor de visserij van beperkt commercieel belang. In de hengelsport wordt er weinig op de vis gejaagd.